# بازی با توپ
«بازی با توپ» (انگلیسی: The Ball Game) یک فیلم صامت کوتاه آمریکایی در سبک مستند به کارگردانی ویلیام هیس است که در سال ۱۸۹۸ منتشر شد. این فیلم دربارهٔ بازی بیسبال بین دو تیم ریدینگ فایتین فیلز و نیوآرک برز می‌باشد.